# 585 î.Hr.
Milenii: Mileniul al II-lea î.Hr.-Mileniul I î.Hr.-Mileniul I
Secole: Secolul al VII-lea î.Hr.-Secolul al VI-lea î.Hr.-Secolul al V-lea î.Hr.
Decade: Anii 630 î.Hr.-Anii 620 î.Hr.-Anii 610 î.Hr.-Anii 600 î.Hr.-Anii 590 î.Hr.-Anii 580 î.Hr.-Anii 570 î.Hr.-Anii 560 î.Hr.-Anii 550 î.Hr.-Anii 540 î.Hr.-Anii 530 î.Hr.-Anii 520 î.Hr.
Ani: 590 î.Hr.-589 î.Hr.-588 î.Hr.-587 î.Hr.-586 î.Hr.-585 î.Hr.-584 î.Hr.-583 î.Hr.-582 î.Hr.-581 î.Hr.-580 î.Hr.

## Evenimente
- 28 mai 585 î.Hr.: eclipsă totală de Soare prezisă de Thales din Milet, potrivit legendei[1].

### Orientul Apropiat
- Bătălia Eclipsei, la 28 mai 585 î.Hr., între mezi și lidieni.

### Europa
- Pe la 585 î.Hr. - 570 î.Hr.: Fondarea de către cetatea Milet a unei colonii la Marea Neagră, cu numele de Odessos, azi Varna, în Bulgaria.

## Nașteri
- Anaximene din Milet

## Decese
- 585 î.Hr. - Împăratul Jimmu al Japoniei.